# Mangora passiva
Mangora passiva är en spindelart som först beskrevs av O. Pickard-Cambridge 1889.  Mangora passiva ingår i släktet Mangora och familjen hjulspindlar. Inga underarter finns listade i Catalogue of Life.